# Max Schön

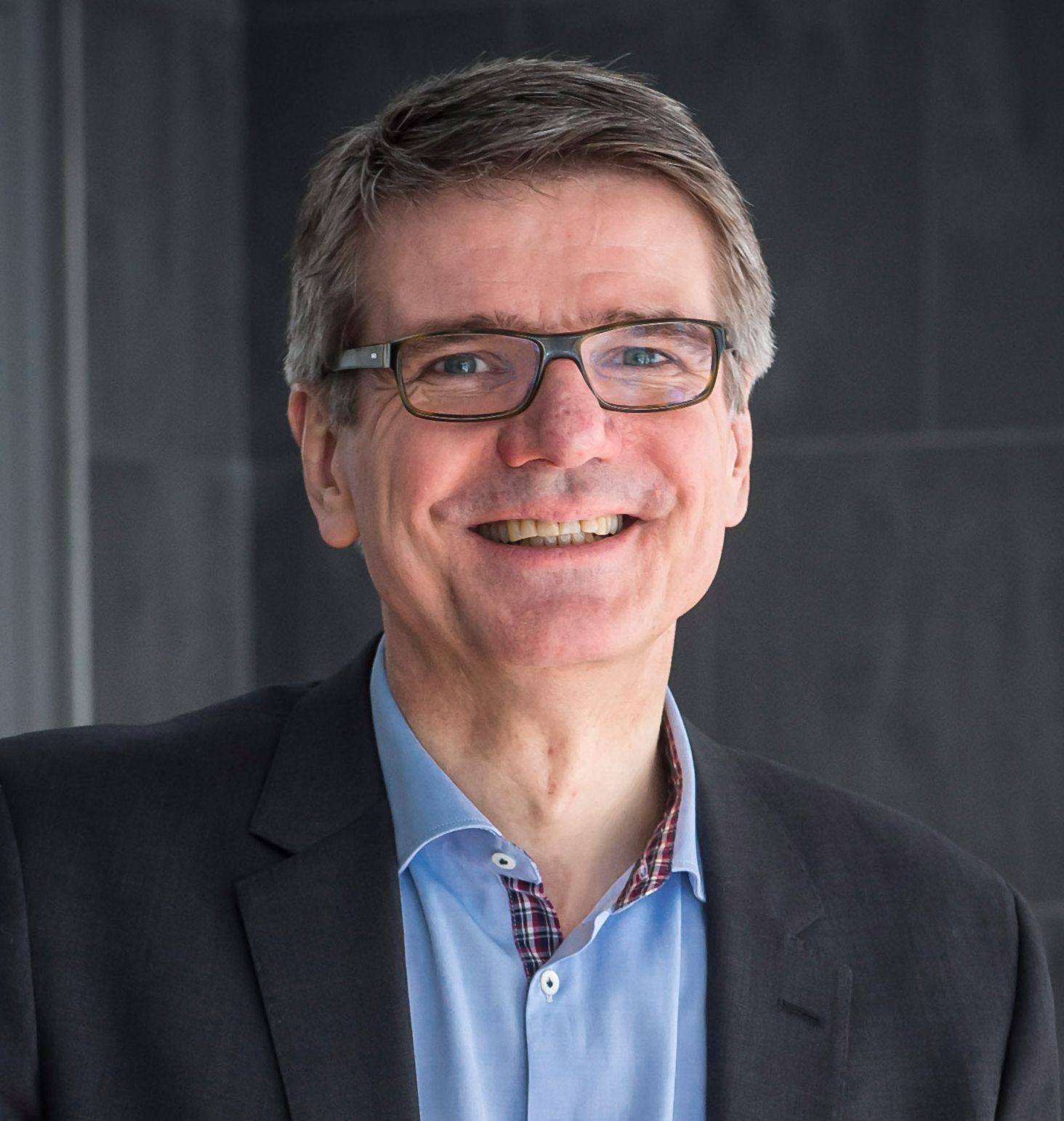
Max Schön / Possehl-Stiftung 2018

Matthias Max Schön (* 31. Juli 1961 in Lübeck) ist ein deutscher Betriebswirt.

## Leben
Max Schön ist ein Sohn des Lübecker Kaufmanns Reinhold Schön. Dessen Vater Max Paul Otto Schön gründete 1920 einen Großhandel für Stahl und Rohre, den Reinhold Schön um die Produkte Werkzeuge, Maschinen, Sanitär, Heizung und Küchen erweiterte. 1981 absolvierte Max Schön das Abitur am Staatlichen Gymnasium (heute: Leibniz-Gymnasium) in Bad Schwartau. Er studierte Betriebswirtschaftslehre an der Dualen Hochschule Baden-Württemberg in Stuttgart. Nach dem frühen Tod seines Vaters übernahm er 1985 die Leitung des Familienunternehmens. 1995 brachte er die Aktivitäten der Max Schön AG in die dänische Sanistål A/S, Aalborg ein. Die Unternehmen bulthaup Max & Co. Küchenhandelsgesellschaft mbH und die Max Schön Verwaltungsgesellschaft GmbH & Co. Service KG führt er weiterhin als Geschäftsführender Gesellschafter.
Max Schön hat drei erwachsene Kinder. Er lebt zusammen mit der Bildhauerin Bettina Thierig in Lübeck.

## Wirken
Von 2001 bis 2005 war Schön Präsident des Verbandes Die Familienunternehmer – ASU, von 2005 bis 2008 Vorstand der Baltik-Aktiengesellschaft für Kapitalbeteiligungen, von 2008 bis 2012 Mitglied des Klimarates der Landesregierung von Schleswig-Holstein, von 2007 bis 2016 Präsident der Deutschen Gesellschaft Club of Rome, von 2009 bis 2013 Mitgründer und Aufsichtsrat der Desertec-Foundation, Berlin, von 2010 bis 2017 Mitglied des Rats für Nachhaltige Entwicklung der Bundesregierung, von 2011 bis 2014 Vorstand der Stiftung 2° – Deutsche Unternehmer für Klimaschutz, Berlin.
Von 2016 bis 2024 war Max Schön Vorsitzender des Vorstands der Possehl-Stiftung in Lübeck und ist weiterhin Mitglied des Stiftungsvorstands. Außerdem ist er im Aufsichtsrat der Unternehmensgruppe L. Possehl & Co. mbH tätig. Seit 2017 ist er Vorsitzender der Deutschen Klimastiftung. Seit 2018 ist er Mitglied des Stiftungsrats des WWF Deutschland und im Vorstand der Godt-Grell-Stiftung.